# Katastrofa kolejowa w Ropczycach
Katastrofa kolejowa w Ropczycach – zderzenie pociągów na stacji kolejowej w Ropczycach koło Rzeszowa, które wydarzyło się 26 kwietnia 1922 roku.

## Historia
Do zdarzenia doszło 26 kwietnia 1922 roku. Na stacji kolejowej w Ropczycach stał wtedy pociąg mieszany nr 361, który zmierzał od strony Krakowa. Krótko przed godziną 7 rano uderzył w niego nadjeżdżający od strony Rzeszowa pociąg wojskowy nr 942, przewożący rekrutów, pochodzących z powiatu hrubieszowskiego, a przeznaczonych do służby w 1 pułku Strzelców Podhalańskich z Nowego Sącza. Wskutek zderzenia parowozy uległy zniszczeniu, a wagony umocowane za nimi spiętrzyły się zdruzgotane.
W akcji ratunkowej brały udział ekipy ze stacji Rzeszów, Dębica, Tarnów, Kraków. Pod wagonami znajdowało się kilkuset pasażerów. W katastrofie śmierć poniosło 10 rekrutów. Około 60 osób zostało ciężko rannych, a około 20 lekko (w większości byli to rekruci oraz kilkanaście osób cywilnych).
Uprzątanie miejsca wypadku trwało 6 godzin, po czym wznowiono ruch. Ciężko ranny zostali przewiezieni do szpitala w Tarnowie. Zmarłych pochowano na miejscowym cmentarzu 28 kwietnia 1922 roku.
Ustalono, że do wypadku doprowadził maszynista pociągu wojskowego Skóra, który przeoczył sygnał wjazdowy „Stój”.